# Родіонов Олексій Павлович
Олексій Павлович Родіонов (рос. Алексей Павлович Родионов; 30 березня 1898, Єлець — 24 жовтня 1965) — радянський офіцер, Герой Радянського Союзу, в роки німецько-радянської війни командир 77-ї стрілецької дивізії 51-ї армії 4-го Українського фронту, полковник.

## Біографія
Народився 30 березня 1898 року в місті Єльці (нині Липецької області) в робітничій родині. Росіянин. Член ВКП(б) з 1926 року. Закінчив неповну середню школу.
У Червоній Армії з 1918 року. Учасник Громадянської війни. Брав участь в боях з білогвардійцями Мамонтова, Денікіна, Шкуро, з білополяками. Закінчив курси «Постріл» в 1921 році, КУКС в 1925 році, прискорений курс Військової академії Генерального штабу в 1942 році.
На фронтах німецько-радянської війни з 1942 року. Громив ворогів загарбників під Сталінградом і Ленінградом. 77-та стрілецька дивізія 51-ї армії 4-го Українського фронту під командуванням полковника Родіонова, зламавши оборону противника на підступах до Сімферополя, однією з першим 11 квітня 1944 року вступила в місто. Переслідуючи ворога, підрозділи дивізії 7 травня 1944 року штурмували укріплення на Сапун-горі (під Севастополем). Зайнявши гребінь гори, воїни дивізії поставили там Червоний прапор. Звання Героя Радянського Союзу Родіонову присвоїли 16 травня 1944 року. Закінчив війну на території фашистської Німеччини.
Після війни продовжував службу в армії. У 1952 закінчив ВАК при Військовій академії Генштабу. З 1957 року генерал-майор Родіонов в запасі. Жив у Москві. Помер 24 жовтня 1965 року.

## Нагороди
Нагороджений двома орденами Леніна, трьома орденами Червоного Прапора, орденом Вітчизняної війни 1 ступеня, орденом Червоної Зірки, медалями.

## Пам'ять
6 травня 1969 року вулиця в Нахімовському районі Севастополя (колишня Забалканська) була названа іменем генерала Родіонова. На будинку № 1 по ній встановлена анотаційна дошка.